# 2022年5月

## 5月1日
- 马里乌波尔围城战：亚速钢铁厂有平民开始撤离。[1]
- 因台灣鐵路工會因為不滿蔡英文政府未經協商即強推「台鐵公司化」，在劳动节發動依法休假造成表定列車全部停駛[2]。這也是這也是台鐵自1988年5月1日發生首次罷工事件事隔34年後，第2次發生非因颱風、天災全面停駛的狀況[3]。

## 5月2日
- 马里乌波尔围城战：原定在当地时间上午8点开始的从亚速钢铁厂撤离平民的工作未能进行，因俄罗斯军队在红十字会人员离开后开始了不间断的空袭和轰炸[4]。据称，五名俄罗斯军队在入侵亚速钢铁厂的行动中被杀[5]。
- 乌克兰总统弗拉基米尔·泽连斯基称，一枚俄罗斯导弹击中了敖德萨的一间宿舍，造成一名14岁男孩死亡，一名17岁女孩受伤。一座东正教教堂也在这次导弹袭击中被损坏[6]。
- 菲律賓首都马尼拉一所高校的居民区发生火灾，造成至少8人死亡。[7]
- 罗尼·奥沙利文获得2022年世界斯诺克锦标赛冠军。[8]

## 5月3日
- 乌克兰东部攻势：顿涅茨克州州长帕維爾·基里連科称，9人在乌克兰顿涅茨克州遭俄罗斯炮击死亡[9]。
- 俄罗斯炮击顿涅茨克州阿夫迪伊夫卡的一家焦化厂，造成10人死亡[10]。
- 马里乌波尔围城战：联合国表示，已有127名平民从被围困的亚速钢铁厂和附近地区疏散[11]。
- 欧洲联盟委员会根据初步调查结果，指控苹果公司阻止其竞争对手获得用于苹果支付服务的技术的行为违反了欧洲联盟竞争法（英语：European Union competition law），并威胁要对该公司处以最高达其全球收入10%的罚款[12]。
- 多米尼加共和国驻海地大使馆的农业顾问洛斯·吉伦·塔提斯（Carlos Guillén Tatis）在海地Croix-des-Bouquets（英语：Croix-des-Bouquets）被绑架[13]。

## 5月5日
- 美國白宮宣布，首席副新聞秘書和副總統助理皮埃爾獲晉升為白宮新聞秘書及總統助理，接替在5月13日離任的珍·莎琪。[14]

## 5月6日
- 因2019冠状病毒病疫情，亚洲奥林匹克理事会宣布2022年亚洲运动会延期。[15]
- 2022年长沙自建房倒塌事故救援行动结束，事故共造成53人遇难，10人获救[16]。
- 位于古巴哈瓦那旧城的萨拉托加酒店发生燃气泄露导致的爆炸，至少22人死亡，74人受伤[17]。
- 西班牙马德里一座四层高的居民楼发生爆炸，至少2人死亡，18人受伤[18]。
- 中國加入《工業品外觀設計國際註冊海牙協定》[19]。

## 5月7日
- 米歇爾·奧尼爾領導的新芬黨在2022年北愛爾蘭議會選舉中贏得多數席次[20]。
- 網球選手·贏得馬德里公開賽冠軍，也是阿拉伯國家首位取得該級別冠軍的女性選手[21]。

## 5月8日
- 李家超以同額競選並以1416票的歷史性高票贏得2022年香港行政長官選舉，成為第六任香港特別行政區行政長官。[22]

## 5月9日
- 菲律宾前总统费迪南德·马科斯之子小费迪南德·马科斯赢得2022年菲律宾总统选举。[23]
- 因国内爆发流血示威，斯里兰卡总理马欣达·拉贾帕克萨辞职。[24]
- 美國總統喬·拜登簽署《2022年烏克蘭民主防衛租借法案》，以類似過往租借法案的方式向烏克蘭提供物資[25]。

## 5月10日
- 尹锡悦就任大韩民国第20任总统。[26]
- 蘋果公司宣佈第七代iPod touch正式停產，標誌著iPod全系列走入歷史。[27]

## 5月11日
- 香港警務處國家安全處以涉嫌「勾結外國勢力罪」逮捕612人道支援基金五名信託人許寶強、吳靄儀、何秀蘭、陳日君及何韻詩[28]。
- 半島電視臺資深記者夏琳·阿克利赫在報導巴勒斯坦傑寧難民營遭突襲的新聞時，遭到以色列國防軍擊斃[29]。
- 英國承諾在瑞典、芬蘭遭到攻擊時提供幫助。[30]三國達成非正式安全合作。[31]

## 5月12日
- 朝鲜新冠病毒阳性确诊1例，为该国自全球疫情爆发以来的第一例感染病例。朝鲜劳动党总书记金正恩召开劳动党中央政治局会议，决定实施国家检疫项目作为最大的紧急检疫制度[32]。当日有1.8萬例疑似個案，6例死亡，包括一例Omicron BA.2的死亡個案[33]。
- 喀麦隆一搭载11人飞机失联，后被证实坠毁，机上人员全部遇难。据雷达显示飞机曾穿越于龙卷风区域。[34][35]。
- 西藏航空公司9833号班机在重庆江北国际机场终止起飞后冲出跑道并机头左侧起火，造成36人受伤[36]。
- 芬蘭總統紹利·倪尼斯托和芬蘭總理桑娜·馬林發表共同聲明，支持芬蘭加入北大西洋公約組織軍事聯盟[37]。
- 事件視界望遠鏡成功解析出直接觀測人馬座A*的影像，證實其為直徑6,000萬公里的黑洞[38]。
- 延宕一年的2021年东南亚运动会在越南河内美亭国家体育场开幕[39]。

## 5月13日
- 在馬欣達·拉賈帕克薩因為反政府示威辭職後，拉尼爾·威克瑞米辛赫第六度擔任斯里蘭卡總理[40]。
- 阿拉伯聯合大公國總統哈利法·本·扎耶德·阿勒納哈揚在阿布達比逝世，終年73歲[41]。穆罕默德·本·扎耶德·阿勒纳哈扬获阿联酋最高委员会（英语：Federal Supreme Council）选举为新一任总统[42]。
- 乌克兰卡卢什乐团的〈史蒂芬妮亞〉夺得2022年欧洲歌唱大赛冠军[43]。
- 伊朗多地爆發示威，抗議當局削減進口小麥等在內主食的補貼，使糧食價格暴漲，抗議中多人被捕。[44]

## 5月14日
- 亚洲杯组委会宣布原定于中国10个城市举办的2023年亞洲盃足球賽受疫情影响易地举行[45]。
- 利物浦在点球大战中以6-5战胜切尔西，夺得2021至2022年英格蘭足總盃冠军。[46]
- 美国纽约州水牛城的Tops超市爆发枪击案，18岁的嫌犯通过Twitch直播犯案（英语：Livestreamed crime）过程，射杀10人。警方将案件列为仇恨犯罪[47]。

## 5月15日
- 連接港鐵東鐵綫由紅磡站至會展站的東鐵綫紅磡海底隧道正式通車，其中會展站為新設車站。[48]
- 美國南加州橘郡拉古納伍茲日內瓦長老教會午後發生槍擊案，造成1人死亡，4人重傷及1人輕傷。[49]

## 5月16日
- 伊朗支持的什葉派政黨真主黨及其主要盟友在2022年黎巴嫩大選中失去多數席次優勢[50]。
- 法國總統艾曼紐·馬克宏任命勞動部部長伊麗莎白·博爾內為新任總理，也是法國30年來首位女性總理[51]。
- 历时82天的马里乌波尔围城战以据守亚速钢铁厂的乌克兰军队投降告终。[52]

## 5月17日
- 英国卫生安全局（英语：UK Health Security Agency）确认新增四例猴痘病例，总病例数达7例。[53]隔日葡萄牙报告5例病例。[54]
- 美国宣布解除对委内瑞拉的部分制裁，批准雪佛龙集团与委内瑞拉石油公司进行许可证谈判，撤销部分委国官员的制裁。[55]

## 5月18日
- 山地巴达赫尚自治州约200名分离派阻断了塔吉克斯坦连接中国的道路，与安全人员爆发冲突，造成8名分离主义者及1名警方死亡、70多人被捕、13名警察受伤。[56]
- Google俄罗斯分公司宣布破产后，银行账户被当局控制。[57]
- 莫桑比克东北部省份太特省省会太特报告该国30年来的首个脊髓灰质炎病例。[58]
- 在西班牙塞维利亚拉蒙·桑切斯·皮斯胡安球場举行，法兰克福足球俱乐部在互射十二碼中以5比4击败流浪者足球俱乐部，夺得冠军。[59]

## 5月19日
- 国际奥委会执委会在瑞士洛桑召开会议，宣布重新分配2014年索契冬奥会女子4×6公里接力赛（英语：Biathlon at the 2014 Winter Olympics – Women's relay）和2020年东京奥运会男子4×100米接力的奖牌得主。[60]
- 英国海事贸易行动办公室（英语：United Kingdom Maritime Trade Operations）确认一艘悬挂香港区旗的竞赛帆船在也门荷台達外海遭遇袭击。[61]
- 美国参议院以86票支持、11票反对通过400亿美元的援助乌克兰计划。法案两天后由总统拜登签署生效。[62]

## 5月20日
- 英国内阁办公厅宣布将八座城镇升格为城市，以庆祝女皇伊丽莎白二世登基70周年。[63]
- 在總統選舉過後1個月，東帝汶重建全國大會黨當選人若澤·拉莫斯·奧爾塔宣誓就任東帝汶總統[64]。

## 5月21日
- 2022年澳洲联邦大选举行。据澳大利亚广播公司预测，澳大利亚工党领袖安東尼·艾巴尼斯击败斯科特·莫里森，当选新一任澳大利亚总理。[65]
- 美國波音公司開發的波音星際航線載人飛行器順利發射升空，並與國際太空站成功對接[66]。
- RB莱比锡在2022年德国足协杯决赛中通过点球大战以4-2战胜弗赖堡，首度夺得德国足协杯冠军。[67]

## 5月22日
- 曼彻斯特城足球俱乐部在2021-2022英格兰足球超级联赛以一分之差赢得英超冠军。[68]
- AC米兰夺得2021年至2022年意大利足球甲级联赛冠军。[69]
- 因应美国国内婴儿配方奶粉短缺危机（英语：2022 United States infant formula shortage），美军派遣拉姆施泰因空军基地军机从德国运输大量奶粉，其中第一批抵达印第安纳波利斯。[70]
- 孫興慜在英格蘭足球超級聯賽打入23球，在2021-22年度和穆罕默德·沙拿共享英格蘭超級足球聯賽金靴獎，成為第一位贏得英格蘭超級足球聯賽金靴獎的亞洲人。[71]

## 5月23日
- 出访日本的美国总统拜登承诺会派美军协防台湾。[72]
- 在2022年聯邦大選贏得多數席次後，澳洲工黨領袖安東尼·艾班尼斯宣誓就任澳大利亞總理[73]。

## 5月24日
- 美国德克萨斯州尤瓦尔迪的罗伯小学（英语：Robb Elementary School）爆发校园枪击案，造成19名儿童和2名成人死亡。[74]
- 多家媒体披露了匿名黑客入侵中国新疆公安网络系统取得的大批关于新疆再教育营的内部文件。[75]
- 位於英國首都倫敦、全長118公里的橫貫鐵路正式通車，為歐洲規模最龐大的基礎建設工程[76]。
- 邵逸夫獎公佈由6名學者分別奪得天文學獎、生命科學與醫學獎和數學科學獎3個獎項。[77]

## 5月25日
- 罗马在决赛以1-0战胜，夺得2021–22年歐洲協會聯賽冠军。[78]
- 法国卢浮宫前馆长让-吕克·马蒂内涉嫌走私文物被警方逮捕。[79]

## 5月26日
- 印度作家吉坦贾莉·什里（英语：Geetanjali Shree）凭借小说《沙墓（英语：Tomb of Sand）》获得布克国际奖。[80]

## 5月27日
- 因為不滿莫斯科牧首基里爾的立場，莫斯科宗主教聖統烏克蘭正教會宣布自俄羅斯正教會獨立[81]。

## 5月28日
- 瑞典導演執導的諷刺電影《悲情三角》在獲得金棕櫚獎[82]。
- 西班牙在決賽中擊敗英國，贏得冠軍[83]。

## 5月29日
- 雪人航空一架载有22人的德哈維蘭加拿大DHC-6在尼泊尔木斯塘附近坠毁[84]。

## 5月31日
- 一架AIDC AT-3在台湾高雄坠毁，有1名飞行员丧生。台湾空军暂时停止训练任务[85]。